# Idiodes flexilinea
Idiodes flexilinea là một loài bướm đêm trong họ Geometridae.